# Aeropuerto de Lyon-Saint Exupéry
El Aeropuerto de Lyon-Saint Exupéry (IATA: LYS, OACI: LFLL), antes conocido con el nombre de Aeropuerto de Satolas, se encuentra ubicado al este de Lyon, en el municipio de Colombier-Saugnieu, en Francia, a 45° 43,73' N de latitud y 5° 5,43' E de longitud; el aeropuerto puede ser ubicado en una frecuencia de 144.750; y se le conoce bajo los términos de información de vuelo como: LSE-LF.
El aeropuerto de Lyon-Saint-Exupéry, inaugurado el 12 de abril de 1975, sustituyó al de Bron, y fue llamado así en honor del héroe nacional francés Antoine de Saint-Exupéry, como reconocimiento del pueblo francés a su memoria y al legado que ha dejado a la humanidad; primero por ser un héroe durante la Segunda Guerra Mundial, y luego por su obra escrita, iniciada con su primer libro El Aviador, publicado por la Editorial Gallimard, hasta su última publicación de El Principito, en francés, Le Petit Prince, obra que magnifica el amor que sentía por su rosa, ejemplificada esta en su vida real con su gran amor, la salvadoreña María Consuelo Suncini Sandoval Zeceña.[cita requerida]
El aeropuerto de Lyon-Saint-Exupéry es el cuarto aeropuerto francés por el tráfico de viajeros después del Aeropuerto de París-Charles de Gaulle, París-Orly y del Aeropuerto Internacional Niza Costa Azul. En 2008, 7 924 063 viajeros transitaron por el aeropuerto.

## Aerolíneas y destinos

### Destinos nacionales
| Ciudades                  | Aeropuerto                                  | Aerolíneas                                                                                       |
| Francia                   | Francia                                     | Francia                                                                                          |
| ------------------------- | ------------------------------------------- | ------------------------------------------------------------------------------------------------ |
| Bretaña                   |                                             |                                                                                                  |
| Brest                     | Aeropuerto de Brest-Bretagne                | Air France                                                                                       |
| Rennes                    | Aeropuerto de Rennes Saint-Jacques          | Air France                                                                                       |
| Córcega                   |                                             |                                                                                                  |
| Ajaccio                   | Aeropuerto de Ajaccio-Napoleón Bonaparte    | EasyJet (estacional) / Air Corsica / Transavia estacional) / Volotea (estacional)                |
| Bastia                    | Aeropuerto de Bastia-Poretta                | EasyJet / Air Corsica / Transavia estacional) / Volotea (estacional)                             |
| Calvi                     | Aeropuerto de Calvi Sainte-Catherine        | Air Corsica (estacional) / Air France (estacional) / EasyJet (estacional)                        |
| Figari                    | Aeropuerto de Figari-Sud Corse              | Air Corsica (estacional) / Air France (estacional) / EasyJet (estacional) / Volotea (estacional) |
| Gran Este                 |                                             |                                                                                                  |
| Estrasburgo               | Aeropuerto de Estrasburgo                   | Twin Jet                                                                                         |
| Isla de Francia           |                                             |                                                                                                  |
| París                     | Aeropuerto de París-Charles de Gaulle       | Air France                                                                                       |
| Nueva Aquitania           |                                             |                                                                                                  |
| Biarritz                  | Aeropuerto de Biarritz–País Vasco           | Air France / EasyJet                                                                             |
| Burdeos                   | Aeropuerto de Burdeos-Mérignac              | Air France / EasyJet                                                                             |
| La Rochelle               | Aeropuerto de La Rochelle                   | EasyJet                                                                                          |
| Limoges                   | Aeropuerto de Limoges                       | Chalair Aviation                                                                                 |
| Pau                       | Aeropuerto de Pau-Pirineos                  | Twin Jet                                                                                         |
| Normandía                 |                                             |                                                                                                  |
| Caen                      | Aeropuerto de Caen-Carpiquet                | Air France                                                                                       |
| Región de Occitania       |                                             |                                                                                                  |
| Toulouse                  | Aeropuerto de Toulouse-Blagnac              | Air France / EasyJet                                                                             |
| Países del Loira          |                                             |                                                                                                  |
| Nantes                    | Aeropuerto de Nantes Atlantique             | Air France / EasyJet / Volotea                                                                   |
| Provenza-Alpes-Costa Azul |                                             |                                                                                                  |
| Marsella                  | Aeropuerto de Marsella-Provenza             | Air France                                                                                       |
| Niza                      | Aeropuerto Internacional de Niza-Costa Azul | Air France                                                                                       |

### Destinos internacionales
| Ciudades por países | Nombre del aeropuerto                                   | Aerolíneas |
| África              | África                                                  | África |
| ------------------- | ------------------------------------------------------- | --- |
| Argelia             |                                                         | |
| Annaba              | Aeropuerto de Annaba - Rabah Bitat                      | Air Algérie |
| Argel               | Aeropuerto Internacional Houari Boumedienne             | Air Algérie / ASL Airlines France (estacional) / Tassili Airlines (estacional) / Transavia                                  |
| Batna               | Aeropuerto Internacional de Batna                       | Air Algérie |
| Biskra              | Aeropuerto de Biskra                                    | Air Algérie |
| Bugía               | Aeropuerto de Bugía                                     | Air Algérie / Transavia |
| Constantina         | Aeropuerto Internacional Mohamed Boudiaf                | Air Algérie / Transavia |
| Orán                | Aeropuerto de Orán Es Sénia                             | Air Algérie / Transavia |
| Sétif               | Aeropuerto de Sétif                                     | Air Algérie / Volotea |
| Tremecén            | Aeropuerto Zenata                                       | Air Algérie / Transavia |
| Cabo Verde          |                                                         | |
| Praia               | Aeropuerto Internacional Nelson Mandela                 | Transavia (inicia el 26 de octubre de 2025)                                                                                 |
| Sal                 | Aeropuerto Internacional Amílcar Cabral                 | Transavia |
| Egipto              |                                                         | |
| El Cairo            | Aeropuerto Internacional de El Cairo                    | Transavia |
| Hurghada            | Aeropuerto Internacional de Hurghada                    | EasyJet / Transavia |
| Sharm el-Sheij      | Aeropuerto Internacional de Sharm el-Sheij              | EasyJet (estacional) |
| Marruecos           |                                                         | |
| Agadir              | Aeropuerto de Agadir-Al Massira                         | EasyJet / Transavia |
| Casablanca          | Aeropuerto Internacional Mohammed V                     | Air Arabia / Royal Air Maroc                                                                                                |
| Esauira             | Aeropuerto de Esauira-Mogador                           | EasyJet |
| Fez                 | Aeropuerto de Fez-Saïss                                 | Air Arabia / Transavia |
| Marrakech           | Aeropuerto de Marrakech-Menara                          | EasyJet / Royal Air Maroc (reinicia el 10 de octubre de 2025) / Transavia / Volotea (estacional)                            |
| Rabat               | Aeropuerto de Rabat-Salé                                | EasyJet |
| Tánger              | Aeropuerto de Tánger-Ibn Battuta                        | Air Arabia / EasyJet |
| Uchda               | Aeropuerto de Uchda Angads                              | Transavia (estacional) |
| Senegal             |                                                         | |
| Dakar               | Aeropuerto Internacional Blaise Diagne                  | Transavia |
| Túnez               |                                                         | |
| Monastir            | Aeropuerto Internacional de Monastir-Habib Burguiba     | Nouvelair / Transavia / Tunisair                                                                                            |
| Túnez               | Aeropuerto Internacional de Túnez-Cartago               | Nouvelair / Transavia / Tunisair                                                                                            |
| Yerba               | Aeropuerto Internacional de Yerba-Zarzis                | Nouvelair / Transavia / Tunisair                                                                                            |
| América del Norte   |                                                         | |
| Canadá              |                                                         | |
| Montreal            | Aeropuerto Internacional Pierre Elliott Trudeau         | Air Canada / Air Transat |
| Asia                |                                                         | |
| Arabia Saudita      |                                                         | |
| Medina              | Aeropuerto Príncipe Mohammad Bin Abdulaziz              | Transavia (inicia el 26 de octubre de 2025)                                                                                 |
| Yeda                | Aeropuerto Internacional Rey Abdulaziz                  | Transavia (estacional) |
| Armenia             |                                                         | |
| Ereván              | Aeropuerto Internacional de Zvartnots                   | Transavia (estacional) |
| Chipre              |                                                         | |
| Pafos               | Aeropuerto Internacional de Pafos                       | Transavia (estacional) |
| EAU                 |                                                         | |
| Dubái               | Aeropuerto Internacional de Dubái                       | Emirates |
| Georgia             |                                                         | |
| Kutaisi             | Aeropuerto de Kopitnari                                 | Wizz Air |
| Israel              |                                                         | |
| Tel Aviv            | Aeropuerto Internacional Ben Gurión                     | El Al / Transavia |
| Jordania            |                                                         | |
| Amán                | Aeropuerto Internacional Reina Alia                     | Royal Jordanian |
| Líbano              |                                                         | |
| Beirut              | Aeropuerto Internacional Rafic Hariri                   | Transavia (estacional) |
| Turquía             |                                                         | |
| Antalya             | Aeropuerto de Antalya                                   | Transavia (estacional) |
| Estambul            | Aeropuerto de Estambul                                  | Transavia (estacional) / Turkish Airlines                                                                                   |
| Estambul            | Aeropuerto Internacional Sabiha Gökçen                  | AJet / Pegasus Airlines |
| Europa              |                                                         | |
| Albania             |                                                         | |
| Tirana              | Aeropuerto Internacional Madre Teresa                   | Transavia (estacional) / Wizz Air                                                                                           |
| Alemania            |                                                         | |
| Berlín              | Aeropuerto de Berlín-Brandeburgo Willy Brandt           | EasyJet / Volotea (estacional)                                                                                              |
| Dusseldorf          | Aeropuerto Internacional de Dusseldorf                  | Eurowings |
| Fráncfort del Meno  | Aeropuerto de Fráncfort del Meno                        | Air Dolomiti (estacional) / Lufthansa                                                                                       |
| Múnich              | Aeropuerto de Múnich-Franz Josef Strauss                | Lufthansa |
| Austria             |                                                         | |
| Viena               | Aeropuerto de Viena-Schwechat                           | Austrian Airlines |
| Bélgica             |                                                         | |
| Bruselas            | Aeropuerto de Bruselas                                  | Brussels Airlines |
| Croacia             |                                                         | |
| Dubrovnik           | Aeropuerto de Dubrovnik                                 | EasyJet (estacional) / Volotea (estacional)                                                                                 |
| Split               | Aeropuerto de Split                                     | Croatia Airlines (estacional) / EasyJet (estacional) / Volotea (estacional)                                                 |
| Zadar               | Aeropuerto de Zadar                                     | EasyJet (estacional) |
| Dinamarca           |                                                         | |
| Billund             | Aeropuerto de Billund                                   | Volotea (estacional) (inicia el 10 de enero de 2026)                                                                        |
| Copenhague          | Aeropuerto de Copenhague-Kastrup                        | EasyJet / SAS |
| España              |                                                         | |
| Alicante            | Aeropuerto de Alicante-Elche                            | EasyJet / Volotea (estacional)                                                                                              |
| Barcelona           | Aeropuerto Josep Tarradellas Barcelona-El Prat          | EasyJet / Vueling |
| Fuerteventura       | Aeropuerto de Fuerteventura                             | Volotea (estacional) |
| Gran Canaria        | Aeropuerto de Gran Canaria                              | EasyJet (estacional) / Volotea (estacional)                                                                                 |
| Ibiza               | Aeropuerto de Ibiza                                     | EasyJet (estacional) |
| Lanzarote           | Aeropuerto César Manrique-Lanzarote                     | EasyJet / Volotea |
| Madrid              | Aeropuerto Adolfo Suárez Madrid-Barajas                 | Air Nostrum / EasyJet / Volotea                                                                                             |
| Málaga              | Aeropuerto de Málaga-Costa del Sol                      | EasyJet / Transavia (estacional) / Volotea                                                                                  |
| Menorca             | Aeropuerto de Menorca                                   | EasyJet (estacional) / Volotea (estacional)                                                                                 |
| Palma de Mallorca   | Aeropuerto de Palma de Mallorca                         | EasyJet (estacional) / Transavia (estacional) / Volotea (estacional)                                                        |
| Sevilla             | Aeropuerto de Sevilla                                   | EasyJet (inicia el 26 de octubre de 2025) / Transavia (estacional)                                                          |
| Tenerife            | Aeropuerto de Tenerife-Sur                              | EasyJet / Volotea (estacional)                                                                                              |
| Valencia            | Aeropuerto de Valencia                                  | Volotea |
| Finlandia           |                                                         | |
| Rovaniemi           | Aeropuerto de Rovaniemi                                 | EasyJet (estacional) |
| Grecia              |                                                         | |
| Atenas              | Aeropuerto Internacional Eleftherios Venizelos          | Aegean Airlines (estacional) / EasyJet / Sky Express (inicia el 15 de diciembre de 2025) / Transavia (estacional) / Volotea |
| Corfú               | Aeropuerto Internacional de Corfú-Ioannis Kapodistrias  | EasyJet (estacional) / Volotea (estacional)                                                                                 |
| Heraclión           | Aeropuerto Internacional de Heraclión Nikos Kazantzakis | EasyJet (estacional) / Sky Express (estacional) / Transavia (estacional) / Volotea (estacional)                             |
| La Canea            | Aeropuerto Internacional de La Canea                    | EasyJet (estacional) / Transavia (estacional)                                                                               |
| Rodas               | Aeropuerto Internacional de Rodas-Diágoras              | Transavia (estacional) / Volotea (estacional)                                                                               |
| Santorini           | Aeropuerto Nacional de Santorini (Thira)                | Transavia (estacional) |
| Hungría             |                                                         | |
| Budapest            | Aeropuerto de Budapest-Ferenc Liszt                     | EasyJet |
| Irlanda             |                                                         | |
| Cork                | Aeropuerto de Cork                                      | Aer Lingus (estacional) |
| Dublín              | Aeropuerto de Dublín                                    | Aer Lingus |
| Islandia            |                                                         | |
| Reikiavik           | Aeropuerto Internacional de Keflavík                    | EasyJet (estacional) |
| Italia              |                                                         | |
| Bari                | Aeropuerto de Bari-Palese                               | EasyJet (estacional) / Volotea (estacional)                                                                                 |
| Bolonia             | Aeropuerto de Bolonia                                   | Twin Jet |
| Bríndisi            | Aeropuerto de Bríndisi                                  | EasyJet (estacional) |
| Cagliari            | Aeropuerto de Cagliari-Elmas                            | EasyJet (estacional) |
| Catania             | Aeropuerto de Catania-Fontanarossa                      | EasyJet (estacional) |
| Florencia           | Aeropuerto de Florencia                                 | Volotea |
| Milán               | Aeropuerto de Milán-Malpensa                            | Twin Jet |
| Nápoles             | Aeropuerto de Nápoles-Capodichino                       | EasyJet / Volotea (estacional)                                                                                              |
| Olbia               | Aeropuerto de Olbia-Costa Smeralda                      | EasyJet (estacional) / Volotea (estacional)                                                                                 |
| Palermo             | Aeropuerto de Palermo-Punta Raisi                       | EasyJet (estacional) / Transavia (estacional) / Volotea (estacional)                                                        |
| Roma                | Aeropuerto de Roma-Fiumicino                            | EasyJet |
| Salerno             | Aeropuerto de Salerno                                   | Volotea (estacional) |
| Venecia             | Aeropuerto Internacional Marco Polo                     | EasyJet |
| Kosovo              |                                                         | |
| Pristina            | Aeropuerto Internacional de Pristina                    | ASL Airlines France (estacional) / EasyJet (estacional)                                                                     |
| Macedonia del Norte |                                                         | |
| Skopie              | Aeropuerto de Skopie                                    | Wizz Air |
| Malta               |                                                         | |
| La Valeta           | Aeropuerto Internacional de Malta                       | KM Malta Airlines |
| Moldavia            |                                                         | |
| Chisináu            | Aeropuerto Internacional de Chisináu                    | FlyOne |
| Montenegro          |                                                         | |
| Podgorica           | Aeropuerto de Podgorica                                 | Air Montenegro |
| Noruega             |                                                         | |
| Oslo                | Aeropuerto de Oslo-Gardermoen                           | Norwegian (estacional) |
| Países Bajos        |                                                         | |
| Ámsterdam           | Aeropuerto de Ámsterdam-Schipol                         | Air France / KLM |
| Polonia             |                                                         | |
| Cracovia            | Aeropuerto de Cracovia-Juan Pablo II                    | Wizz Air |
| Varsovia            | Aeropuerto de Varsovia-Chopin                           | LOT Polish Airlines |
| Portugal            |                                                         | |
| Faro                | Aeropuerto de Faro                                      | EasyJet / Transavia (estacional) / Volotea (estacional)                                                                     |
| Funchal             | Aeropuerto de Madeira                                   | EasyJet (estacional) / Transavia (estacional)                                                                               |
| Lisboa              | Aeropuerto de Lisboa                                    | EasyJet / TAP Air Portugal                                                                                                  |
| Oporto              | Aeropuerto de Oporto-Francisco Sá Carneiro              | EasyJet / Transavia (estacional) / Volotea                                                                                  |
| Reino Unido         |                                                         | |
| Belfast             | Aeropuerto Internacional de Belfast                     | EasyJet (estacional) |
| Bristol             | Aeropuerto Internacional de Bristol                     | EasyJet (estacional) |
| Edimburgo           | Aeropuerto de Edimburgo                                 | EasyJet (estacional) |
| Londres             | Aeropuerto de Londres-Gatwick                           | British Airways (estacional) / EasyJet / Wizz Air (estacional)                                                              |
| Londres             | Aeropuerto de Londres-Heathrow                          | British Airways |
| Londres             | Aeropuerto de Londres-Luton                             | EasyJet |
| Mánchester          | Aeropuerto de Mánchester                                | EasyJet / Jet2.com (estacional)                                                                                             |
| República Checa     |                                                         | |
| Praga               | Aeropuerto de Praga                                     | EasyJet / Volotea |
| Rumania             |                                                         | |
| Bucarest            | Aeropuerto Internacional de Bucarest-Henri Coandă       | Wizz Air |
| Cluj-Napoca         | Aeropuerto de Cluj-Napoca                               | Wizz Air |
| Serbia              |                                                         | |
| Belgrado            | Aeropuerto de Belgrado-Nikola Tesla                     | Air Serbia |
| Suecia              |                                                         | |
| Estocolmo           | Aeropuerto de Estocolmo-Arlanda                         | Norwegian (estacional) |

## Estadísticas
Ver fuente y consulta Wikidata.
| Evolución del tráfico de pasajeros [pasajeros] | Evolución del tráfico de pasajeros [pasajeros] | Evolución del tráfico de pasajeros [pasajeros] | Evolución del tráfico de pasajeros [pasajeros] | Evolución del tráfico de pasajeros [pasajeros] | Evolución del tráfico de pasajeros [pasajeros] | Evolución de tráfico de carga [toneladas] | Evolución de tráfico de carga [toneladas] |
| Año                                            | Nacional                                       | Internacional                                  | En tránsito                                    | Total                                          | Evolución                                      | Total                                     | Evolución                                 |
| ---------------------------------------------- | ---------------------------------------------- | ---------------------------------------------- | ---------------------------------------------- | ---------------------------------------------- | ---------------------------------------------- | ----------------------------------------- | ----------------------------------------- |
| 2014                                           | 2 983 121                                      | 5 419 005                                      | 64 967                                         | 8 467 093                                      | - 1,1 %                                        | 49 833                                    | + 11,9 %                                  |
| 2013                                           | 3 107 322                                      | 5 394 873                                      | 60 103                                         | 8 562 298                                      | + 1,3 %                                        | 44 820,2                                  | + 22,7 %                                  |
| 2012                                           | 3 106 750                                      | 5 260 117                                      | 84 172                                         | 8 451 039                                      | + 0,2 %                                        | 36 525                                    | + 1,0 %                                   |
| 2011                                           | 3 160 619                                      | 5 157 052                                      | 119 470                                        | 8 437 141                                      | + 5,7 %                                        | 36 381,3                                  | - 2,2 %                                   |
| 2010                                           | 2 864 867                                      | 4 936 982                                      | 177 379                                        | 7 979 228                                      | + 3,4 %                                        | 37 206,7                                  | + 14,1 %                                  |
| 2009                                           | 2 847 857                                      | 4 724 956                                      | 144 796                                        | 7 717 609                                      | - 2,6 %                                        | 32 609,3                                  | - 0,6 %                                   |
| 2008                                           | 2 936 736                                      | 4 861 398                                      | 125 929                                        | 7 924 063                                      | + 8,2 %                                        | 32 815                                    | - 11,1 %                                  |
| 2007                                           | 2 826 549                                      | 4 367 025                                      | 127 378                                        | 7 320 952                                      | + 8,4 %                                        | 36 899                                    | - 9,6 %                                   |
| 2006                                           | 2 708 484                                      | 3 956 083                                      | 87 766                                         | 6 752 333                                      | + 2,9 %                                        | 40 840                                    | + 5,4 %                                   |
| 2005                                           | 2 593 645                                      | 3 869 040                                      | 98 680                                         | 6 561 365                                      | + 5,3 %                                        | 38 732                                    | + 10,0 %                                  |
| 2004                                           | 2 544 546                                      | 3 581 626                                      | 102 440                                        | 6 228 612                                      | + 4,9 %                                        | 35 228                                    | - 0,8 %                                   |
| 2003                                           | 2 504 221                                      | 3 355 754                                      | 79 920                                         | 5 939 895                                      | + 2,8 %                                        | 35 484                                    | + 0,0 %                                   |
| 2002                                           | 2 468 484                                      | 3 257 278                                      | 42 462                                         | 5 778 224                                      | - 5,4 %                                        | 35 341                                    | + 18,1 %                                  |
| 2001                                           | 2 644 629                                      | 3 414 339                                      | 49 639                                         | 6 108 607                                      | + 1,5 %                                        | 29 928                                    | - 13,4 %                                  |
| 2000                                           | 2 594 862                                      | 3 338 555                                      | 87 644                                         | 6 021 061                                      | + 9,5 %                                        | 34 918                                    | + 27,4 %                                  |
| 1999                                           | 2 486 599                                      | 2 929 672                                      | 84 277                                         | 5 500 548                                      | -                                              | 27 409                                    | -                                         |

## Transporte terrestre
El tranvía RhônExpress inició sus operaciones en agosto de 2010 y une la estación de tren TGV de Lyon Part-Dieu con la Gare de Lyon Saint-Exupéry en menos de 30 minutos (el precio era de 15€ en  2013). Este nuevo tranvía ha reemplazado en gran medida por los servicios de autobús (Satobus) que operaban con anterioridad. Más recientemente, Elit Voyages ha iniciado un servicio de enlace con la Place Bellecour, con tarifas más razonables en comparación con el RhônExpress. En 2015, Ben's Bus comenzó a vender billetes para las estaciones de esquí francesas cercanas, incluyendo Tignes, Val d'Isère, Val Thorens y algunas más. En 2005, Ski-Lifts comenzó a vender traslados privados y compartidos para estaciones francesas en algunas zonas, incluidas Morzine, Tignes, Val d'Isère, Val Thorens y más.
Enlaces de autocar conectan el aeropuerto con el centro de Lyon y otras ciudades de la zona, incluyendo Chambéry y Grenoble.